# Případ střelce při nepokojích v Kenoshe
Případ střelce při nepokojích v Kenoshe se stal 25. srpna 2020 během nepokojů ve městě Kenosha v USA; dva demonstranti byli při něm zastřeleni a jeden zraněn.

## Shrnutí
Sedmnáctiletý Kyle Rittenhouse z Antiochie v Illinois, vyzbrojený zbraní typu AR-15, zastřelil v sebeobraně dva demonstranty během střetů na dvou místech.
Demonstranti Rittenhouse pronásledovali a ten je v okamžiku, kdy se s ním dostali do fyzické konfrontace, zastřelil. Zastřeleni byli Joseph Rosenbaum (36), obyvatel Kenoshy, a Anthony Huber (26), obyvatel Silver Lake. Gaige Grosskreutz (26) z West Westis byl postřelen do paže. Na další dva, kteří se pronásledování zúčastnili, Rittenhouse buď nestřílel, nebo je minul.
Rittenhouse byl zatčen a obviněn z několikanásobného zabití a nezákonného držení střelné zbraně, zatímco Dominick Black byl zatčen a obviněn z protiprávního poskytnutí pušky Rittenhouseovi. Rittenhousovi právníci tvrdili, že jednal v sebeobraně poté, co uslyšel výstřel, a v reakci na četné útoky ze strany výtržníků, kteří poškozovali místní podniky. Rittenhouse byl 19. listopadu 2021 shledán nevinným ve všech bodech obžaloby s tím, že střílel v sebeobraně.

## Kontext události

### Souvislosti za střelbou
23. srpna 2020 byl Afroameričan Jacob Blake sedmkrát střelen do zad kenoshským policistou poté, co byl neúspěšně tasován a následně se naklonil po otevření dveří okýnkem do svého vozidla. Očekává se, že zůstane ochrnutý od pasu dolů. Po policejní střelbě následovaly protesty v rámci hnutí Black Lives Matter, které zaznamenalo oživení v návaznosti na několik dalších významných vražd rukou policistů v roce 2020. Protesty v Kenoshe zahrnovaly shromáždění, pochody, poškození majetku, žhářství a střety s policií.
V reakci na protesty George Floyda, které urychlily protesty v Kenoshe, oznámil bývalý kenoshský radní, Kevin Mathewson, vytvoření miliční skupiny, kterou nazval Kenosha Guard. 25. srpna zveřejnil na Facebooku výzvu pro „vlastence ochotné chopit se zbraní a bránit Kenoshu“, která si získala významnou odpověď. Starosta města Kenosha, John Antaramian, a místní šerif, David Beth, vyjádřili nesouhlas s hlídkami ozbrojených civilistů v ulicích, zatímco videa z toho dne zaznamenali policisty, kteří dávali hlídkujícím balenou vodu se slovy: „Vážíme si vás, vážně ano. Šerif Beth později uvedl, že před protesty v úterý večer ho skupina ozbrojených osob požádala o zastoupení, aby mohli hlídkovat v Kenoshe, což on odmítl. Řekl, že neví, zda byl Rittenhouse součástí skupiny, ale pravděpodobnost, že by mohlo dojít k nějakému incidentu, byla důvodem, proč žádost odmítl.

### Kyle Rittenhouse
Kyle Rittenhouse byl popsán jako účastník místních policejních programů pro kadety a vyjadřující podporu v sociálních médiích hnutí Blue Lives Matter a vymáhání práva.
V hodinách před střelbou se Rittenhouse objevil v několika videích demonstrantů a přihlížejících, včetně dvou rozhovorů: Jeden byl pořízen autorem živého přenosu z místa při prodejně automobilů, kde spolu s řadou dalších ozbrojených mužů Kyle pobýval, druhý reportér Richie McGinniss z Daily Caller. Někteří z mužů patřili ke Stráži Kenoshy, ale ta popřela jakékoli spojení s Rittenhousem a její vůdce řekl, že se s ním nikdy nesetkal ani nekomunikoval.
Rittenhouse byl viděn při hovoru s policisty a také jak nabízel lékařskou pomoc těm, kteří byli zraněni.
Podle jeho právníků se poté, co se doslechl o místním majiteli firmy, který chtěl pomoci s obranou jeho autosalonu, spolu se svým přítelem Dominickem Davidem Blackem „vyzbrojili puškami“ a šli na dané místo. Firma minulé noci utrpěla škody důsledkem žhářství poškození ve výši 1,5 milionu dolarů. Když se McGinniss zeptal Rittenhouse, proč byl v autosalonu, odpověděl: „No, lidé dostávají zranění, a naší prací je chránit tenhle obchod. Součástí mé práce je také pomáhat lidem. Pokud je někdo zraněný, běžím nebezpečí vstříc. Proto mám pušku, protože se samozřejmě musím chránit. Mám také svoji lékárničku.“ V určitém momentu Rittenhouse opustil pozemek obchodu a policie mu pak zabránila v návratu.

## Detaily

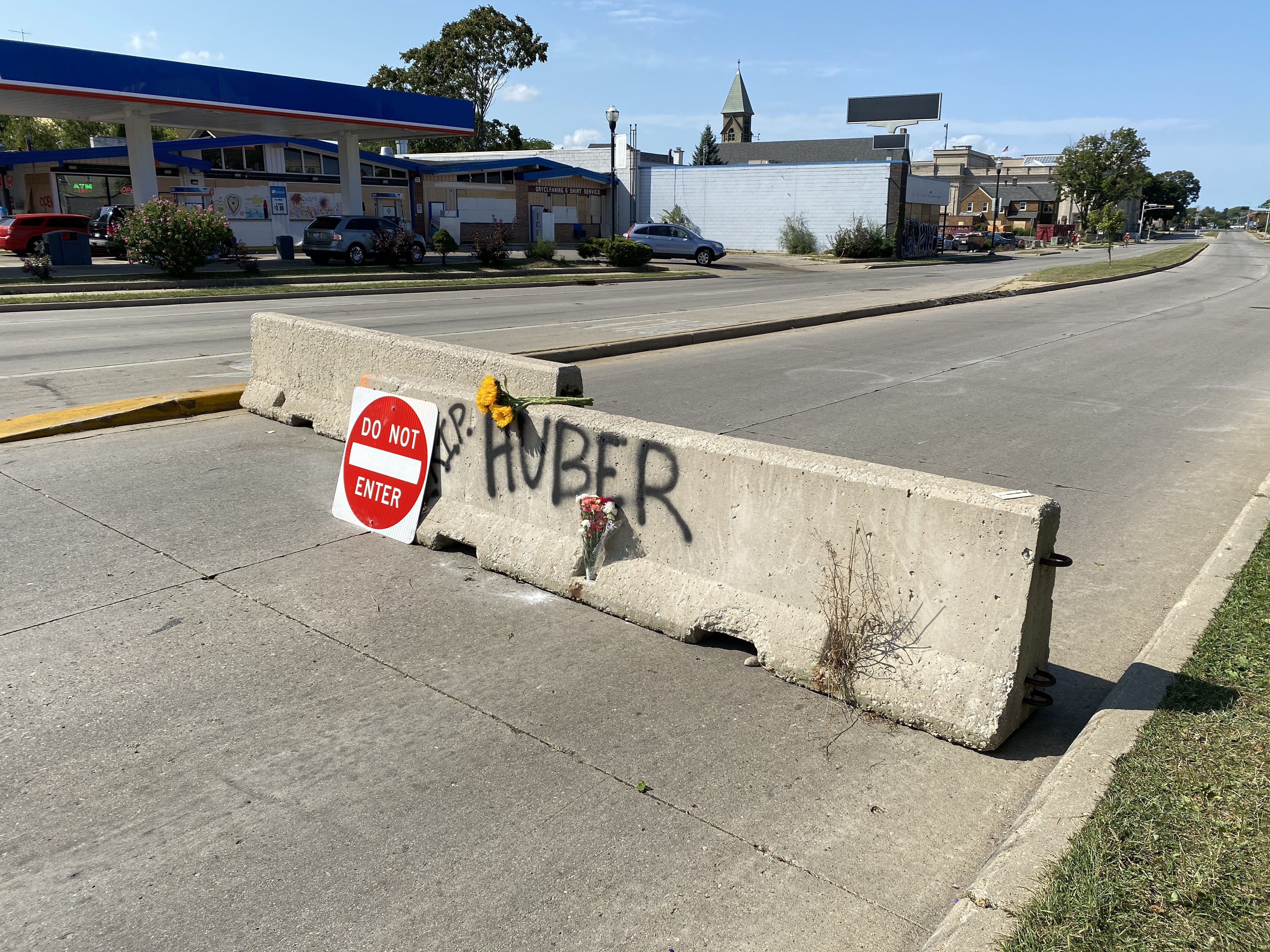
Místo na 60th a Sheridanu, kde zemřel Anthony Huber, po tom co uhodil Kylea do hlavy skateboardem a snažil se mu vytrhnout zbraň.

### Události vedoucí k natáčení
Celkem pět konfrontací a následné střelby se odehrály krátce před půlnocí 25. srpna 2020 podél Sheridan Road ve městě Kenosha, kam demonstranti šli po střetech s donucovacími orgány a byli vyhnáni z parku Civic Center.
Demonstranti byli zaznamenáni na videu, jak tlačí zapálenou popelnici davem a směřují k čerpací stanici. Hlídkující, oblečený v podobném oblečení jako Rittenhouse – zelené tričko, čepice a taška – uhasil oheň v popelnici, což rozzuřilo Rosenbauma, který na hlídkujícího strážce vykřikl slovní urážku. Následuje řada dalšího žhářství a je zaznamenáno na videu. Opět někdo postavou, oblečením a dalšími věcmi podobný Rittenhouseovi je pak viděn při běhu s hasicím přístrojem v ruce. Podle Rittenhousových obhájců byl druhou osobou, tou s hasicím přístrojem, skutečně Rittenhouse. Co nebylo zaznamenáno na videu, bylo, že ho použil k uhašení jednoho z požárů, což vyvolalo konfrontaci Rosenbauma, který si Rittenhouse spletl s hlídkujícím, který hasil předtím popelnici.

### První velký střet
Začátku první konfrontace mezi Rittenhousem a Rosenbaumem byl svědek reportér McGinniss. Přišlo mu, že Rosenbaum a další demonstranti postupovali směrem k Rittenhouse, který se jim snažil vyhnout; Rosenbaum se poté pokusil zaútočit na Rittenhouse, ale Rittenhouseovi se podařilo tomu vyhnout odstoupením na stranu a útěkem.
Zbytek Rosenbaumovy konfrontace a následující incidenty s Huberem a Grosskreutzem byly zaznamenány na mobilní telefony z různých úhlů, včetně momentů střelby. Videozáznamy ukazují, že Rittenhouse je pronásledován po parkovišti Rosenbaumem který hodil něco směrem k Rittenhouseovi, identifikované jako plastový sáček. Když Rittenhouse utíkal před Rosenbaumem, lze slyšet dva výstřely, jeden od neznámé třetí osoby, vystřelený z neznámého důvodu, a jeden od Joshui Ziminského, který dle svých slov do vzduchu onen „varovný výstřel“ vystřelil, což přimělo Rittenhouse, aby přestal běžet a otočil se za zvukem tohoto výstřelu. McGinniss později řekl, že zvuk výstřelu byl okamžikem, kdy Rittenhouse „přešel od útěku k míření zbraní“. Poté se podle žalobců Rosenbaumovi podařilo na Rittenhouse zaútočit a pokusil se mu vzít pušku. Rittenhouse poté čtyřikrát vystřelil a zasáhl Rosenbauma do rozkroku, zad a levé ruky. Kulky zlomily Rosenbaumovu pánev, perforovaly mu pravou plíci a játra a způsobily mu další drobné rány na levém stehně a čele. Když McGinnis začal poskytovat první pomoc, Rittenhouse zůstal poblíž smrtelně zraněného Rosenbauma. Následně Rittenhouse začal telefonovat a bylo slyšet, jak řekl: „Právě jsem někoho zabil,“ a poté, co dorazilo více protestujících, uprchl.

### Druhý velký střet
Podle videa byl Rittenhouse pronásledován ulicí několika protestujícími, z nichž jeden ho zezadu udeřil do hlavy a srazil mu čepici, krátce na to Rittenhouse zakopl a upadl na zem. Jeden z mužů, kteří ho pronásledovali, vyskočil a kopnul do Rittenhouse, když byl ještě na zemi – Rittenhouse dvakrát vystřelil, ale minul jej.
Podle soudních záznamů a videozáznamů následně další účastník protestu, Anthony Huber, udeřil Rittenhouse do levého ramene a krku skateboardem, když se snažili vzít jeho zbraň. Když Huber táhl za pušku, Rittenhouse jednou vystřelil, zasáhl Hubera do hrudi, tím došlo k perforaci srdce a pravé plíci, což vedlo k rychlé smrti.

### Třetí střet a Rittenhouseův odchod
Gaige Grosskreutz přistoupil k Rittenhouseovi, když byl ještě na zemi, ale zastavil se a dal ruce vzhůru, když byl Huber zastřelen. Poté Grosskreutz vytáhl svou zbraň. Když se Grosskreutz znovu vydal směrem k Rittenhouse a podle svých slov na něj neúmyslně namířil, Rittenhouse střelil Grosskreutze do paže, v důsledku čehož došlo k poškození většiny dvojhlavého svalu paže.
V době, kdy byl Rittenhouse na zemi, bylo slyšet nejméně 16 výstřelů jdoucích z jiných míst.
Rittenhouse se následně postavil na nohy a vykročil k policii s rukama vzhůru a puškou Smith & Wesson M&P AR-15 připoutanou na hrudi; zdálo se, že policie mu odejít buď umožnila, či ho nezaznamenala, ačkoli několik svědků a dalších demonstrantů křičelo, aby byl zatčen. Když se ho na tiskové konferenci zeptali, proč Rittenhouse nebyl zastaven, šerif Kenosha David Beth řekl: „V situacích, které jsou vysoce stresující, máte tak neuvěřitelné tunelové vidění“ a oni policisté si možná neuvědomili, že byl do střelby zapojen. Podobně policejní šéf Kenosha Daniel Miskinis tvrdil, že „nic nenasvědčovalo tomu, že by tato osoba byla zapojena do jakéhokoli kriminálního chování“, protože někdo, kdo kráčel směrem k policii se zdviženýma rukama po všech protestech „už nebyl neobvyklý“.

## Následky

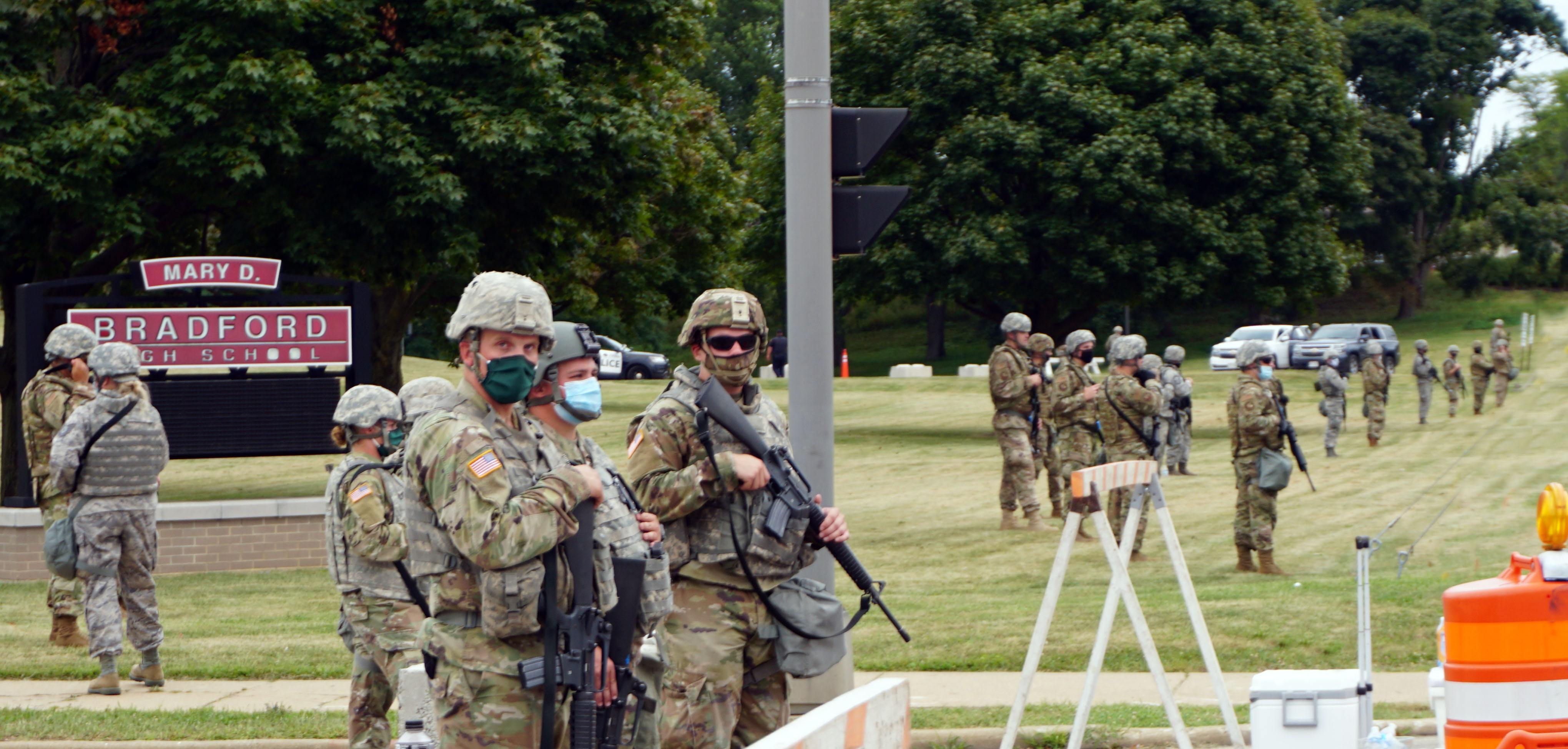
Vojáci Národní gardy na střední škole v Bradfordu 1. září 2020

### Právní rámec
Otázka případu se stáčí k Druhému dodatku americké ústavy. Rittenhouseův právník chce argumentovat tím, že obvinění z držení střelné zbraní je protiústavní, protože existuje historický precedens pro takové jednání nezletilými (bylo dříve povoleno nebo nařízeno některými koloniemi) a že ve věku 17 let by se Rittenhouse měl kvalifikovat jako člen dobře regulované milice, která je podle druhého dodatku k ústavě USA považována za „nezbytnou pro bezpečnost svobodného státu“. Mezi další právní úvahy patří wisconsinský zákon na sebeobranu, který stanoví, že „v sebeobraně můžete použít smrtící sílu, pokud jste rozumově oprávněn si myslet, že je nutné zabránit bezprostřední hrozbě smrti nebo velkého ublížení na zdraví sobě nebo ostatním,“ a wisconsinský zákon neobsahuje „povinnost ustoupit“ před jednáním, avšak porota u soudu může takovou možnost vzít v úvahu.

### Soudní řízení
26. srpna se Rittenhouse ve svém domovském státě Illinois vydal k obvinění z úmyslného zabití prvního stupně. V trestním oznámení, které uvádělo, že „uprchl ze státu Wisconsin s úmyslem vyhnout se stíhání pro tento trestný čin“, byl označen jako „prchající před spravedlností“. Byl mu přidělen veřejný obhájce a původně se plánoval zúčastnit slyšení o vydání 28. srpna. V ten den soudce vyhověl žádosti o odložení jednání do 25. září, aby mohl Rittenhouse získat své vlastní právní zastoupení. Podle státního zákona Wisconsinu bude obviněn jako dospělý. Během čekání na vydání byl Rittenhouse držen v zařízení pro mladistvé v Illinois.
Vznesené trestní oznámení uvádí šest obvinění: bezohledné zabití prvního stupně Josepha Rosenbauma, bezohledné ohrožení bezpečnosti prvního stupně Richarda McGinnise (reportér, který před střelbou vyslechl Rittenhouse), úmyslné zabití prvního stupně proti Anthonyho Hubera, pokus o úmyslné zabití prvního stupně Gaige Grosskreutze, první stupeň bezohledného ohrožení bezpečnosti neznámého muže a držení nebezpečné zbraně osobou mladší 18 let (což je jediný přestupek, ostatní jsou trestné činy). Každé obvinění z trestného činu přichází s modifikátorem „použití nebezpečné zbraně“, který se odvolává na zákon ve Wisconsinu, jenž předepisuje přidání maximálně pěti let odnětí svobody pro každé z obvinění, pokud je obviněný shledán vinným. Podle státních zástupců byla zbraň „později vymáhána orgány činnými v trestním řízení a označena jako puška 0,223 typu Smith & Wesson AR-15“. V rozhovoru pro The Washington Post při svém pobytu ve vězení Rittenhouse uvedl, že si nechal proplatit šek, vydaný jako finanční pomoc při pandemii koronaviru, za účelem následného zakoupení pušky.
Advokát L. Lin Wood a advokátní kancelář Pierce Bainbridge zastupují Rittenhouse. 29. srpna 2020 vydal právní tým prohlášení, ve kterém tvrdí, že Rittenhouse jednal v sebeobraně  a byl zatčen neprávem. 22. září vydal tým obhájců 11minutové komentované video z oné noci, skládající se z rychlých střihů mezi různými úhly záběrů. Video tvrdí, že bylo vystřeleno několik ran před a po střelbě Rosenbauma a že Rosenbaum mohl začít pronásledovat Rittenhouse, protože si ho spletl s mužem, s nímž měl dříve spor.
30. září Rittenhouseův právník řekl, že bude žalovat Joe Bidena za pomluvu kvůli reklamě, která podle něj poškozuje Kyleova zákonná práva.
30. října soud v Illinois rozhodl, že žádost o vydání je platná, a Rittenhouse byl ve stejný den převezen do Wisconsinu.
V listopadu 2020 byl 19letý Dominick David Black obviněn ze dvou trestných činů úmyslného prodeje pušky Rittenhouseovi, který je nezletilým. Black se poprvé objevil před obvodním soudem v Kenoshe 9. listopadu, který stanovil kauci na propuštění z vazby na 2 500 USD. Rittenhouse byl propuštěn z vězení 20. listopadu poté, co jeho právníci získali peníze na splacení kauci ve výši 2 milionů dolarů. Jeho propuštění se setkalo s námitkami členů rodiny a právníků dvou mužů, které zastřelil, ti požadovali vyšší kauci a vyjádřili obavy, že by Rittenhouse mohl uprchnout, což podle jeho právníků nenastane.
19. listopadu byl Kyle Rittenhouse zproštěn všech obvinění.

## Reakce

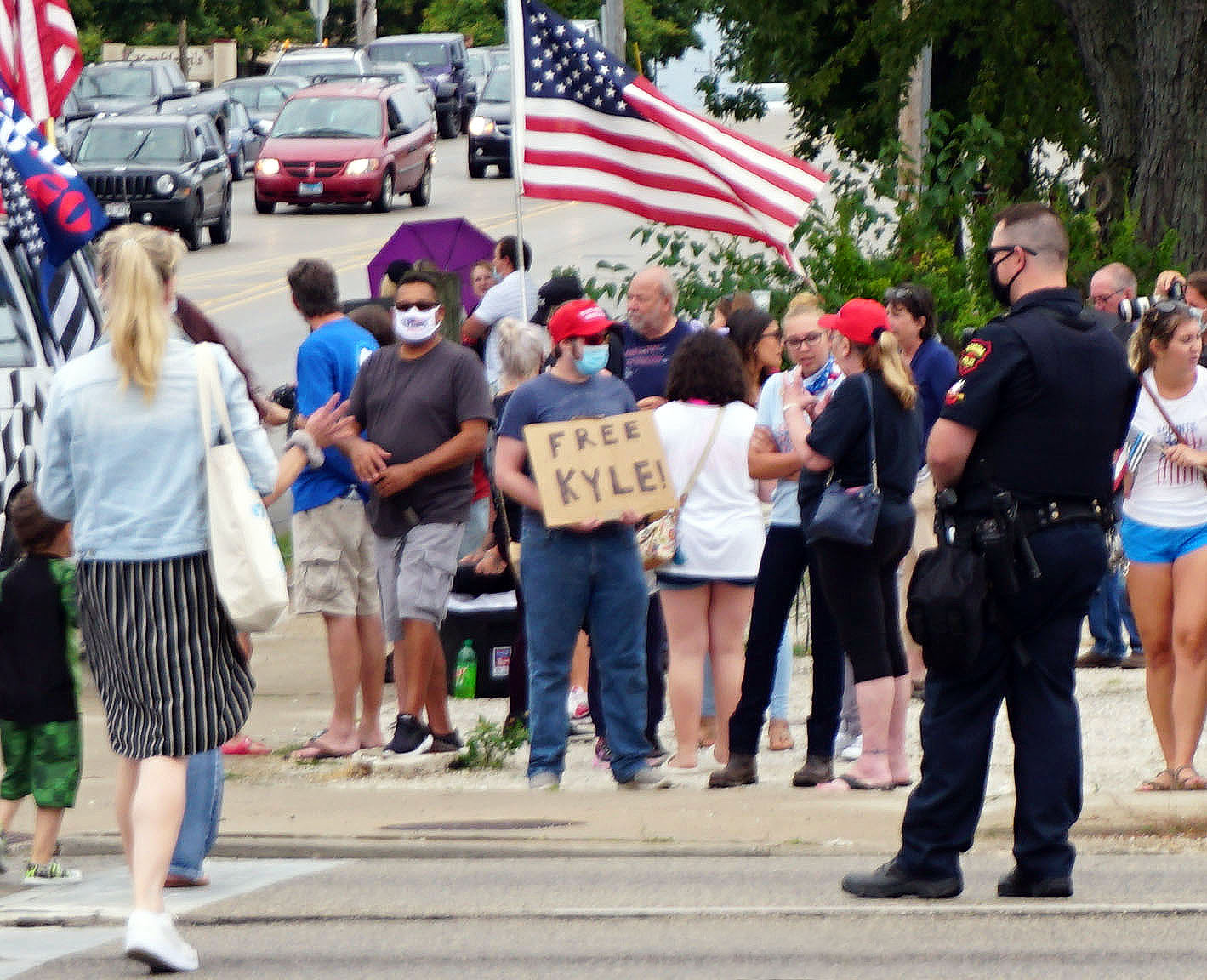
Během návštěvy prezidenta Donalda Trumpa 1. září 2020 je muž poblíž Bradfordské střední školy držitelem nápisu „Free Kyle“ (Osvoboďte Kyla)

Veřejné mínění ohledně střelby bylo polarizované. Mediální pokrytí činů Rittenhouse jej kritizovalo či podporovalo, k jeho popisu se používaly pojmy jako „bdělý" (z angl. "vigilante" – "samozvaný strážce zákona") a „terorista“, ale také „dobrovolník“ a „udržující mír“.

### Podpora
Několik komentátorů jeho kroky obhajovalo. Moderátor Fox News, Tucker Carlson, obvinil úřady z toho, že nezastavily rabování a žhářství a dodal: „Jak jsme šokováni, že 17letý s puškou se rozhodl, že musí udržovat pořádek, když to nikdo jiný neudělá?“ Jeho komentáře se setkaly s odporem na sociálních médiích. Konzervativní vědátorka Ann Coulterová a hráč baseballu ve výslužbě Aubrey Huff také chválili Rittenhouse.
Prezident Trump olajkoval tweet, který obsahoval tvrzení: „Kyle Rittenhouse je dobrým příkladem toho, proč jsem se rozhodl volit Trumpa.“ Ve veřejných komentářích Trump prokázal určitou podporu toho, že Rittenhouse jednal legitimně a v sebeobraně.
K 29. září 2020 sesbíral křesťanský web crowdfundingu „GiveSendGo“ přes 522 000 USD, aby pomohl zaplatit právní poplatky. K 17. listopadu t.r. částka vzrostla na více než 573 000 USD.
V listopadu 2020, krátce poté, co byl Rittenhouse propuštěn na kauci, poslanec státu Florida, Anthony Sabatini, zveřejnil tweet: „KYLE RITTENHOUSE FOR CONGRESS“ (tj. Kyle Rittenhouse do Kongresu). Sabatini byl politickými oponenty pro tweet široce kritizován, někteří ho vyzývali k rezignaci.

### Kritika
Guardian charakterizoval střelce jako patřící mezi „bílé a ozbrojené extremisty“.
Facebook tento incident označil za „masovou vraždu“. Přestože jsou všechny projevy podpory masových vražd na této doméně zakázány, podpora Rittenhouse nebyla obecně odstraňována.
Ostatní komentátoři kritizovali skutečnost, že Rittenhouse nebyl okamžitě zatčen, přestože svědci křičeli, že byl střelcem.

### Odpověď státních orgánů
1. října společnost NBC News získala interní dokument ministerstva vnitřní bezpečnosti a uvedla, že to nařídilo federálním úředníkům činným v trestním řízení, aby učinili „neutrální“ prohlášení týkající se Rittenhouse, například „[Rittenhouse] je nevinný, dokud není prokázána jeho vina a zaslouží si spravedlivý proces založený na všech faktech, nejen těch, která podporují určitou verzi události“.
26. srpna vyzvala Americká unie občanských svobod (ACLU) k rezignaci policejního šéfa Kenoshy, Daniela Miskinise, a šerifa Kenoshy, Davida Betha. Prohlášení tvrdilo, že Bethovi podřízení se během dne střelby bratříčkovali s „bílými supremacistickými odpůrci protestů“ a střelce nezatkli. Prohlášení útočilo na Miskinise skrze jeho obviňování obětí střelby, protože uvedl, že násilí bylo výsledkem porušování zákazu vycházení ze strany „osob“. Starosta v reakci uvedl, že nebude žádat šerifa nebo šéfa policie, aby odstoupili.